# 布羅尼斯瓦夫·科莫羅夫斯基

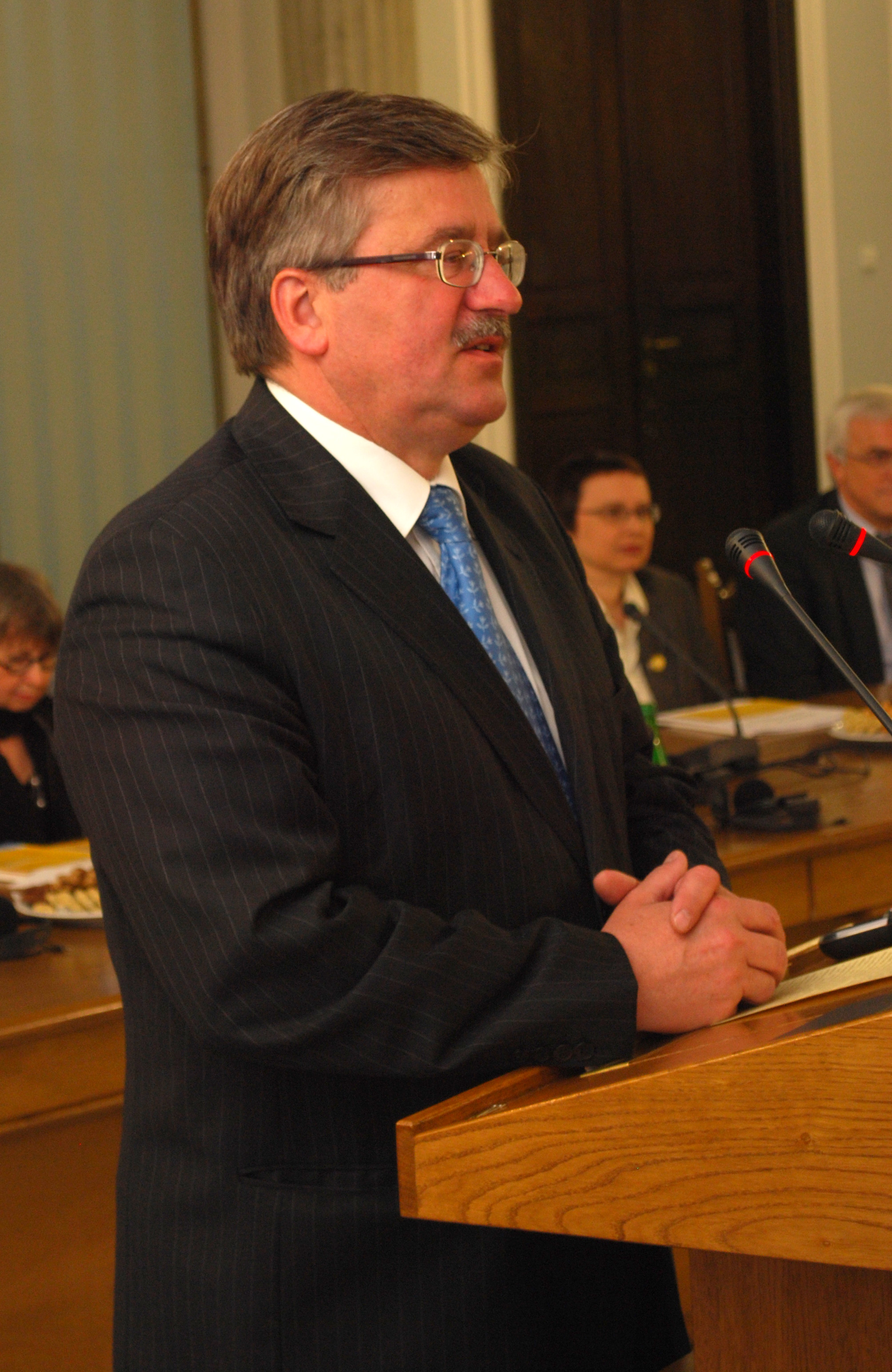
布罗尼斯瓦夫·科莫罗夫斯基担任下议院议长，2009年拍摄

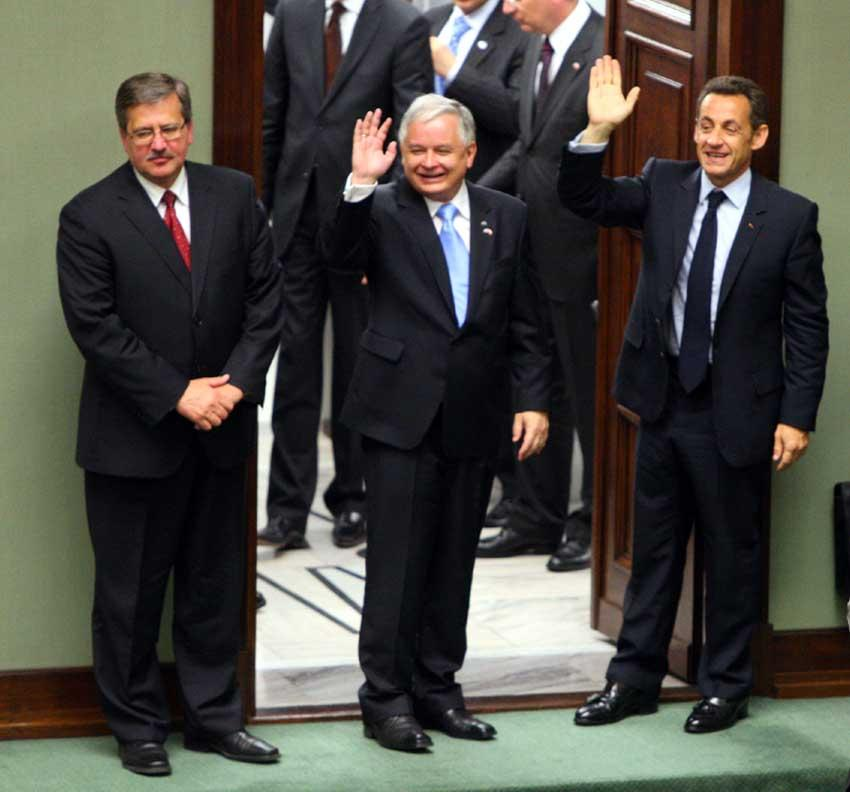
布罗尼斯瓦夫·科莫罗夫斯基与莱赫·卡钦斯基和尼古拉·萨科奇在一起

布罗尼斯瓦夫·马里亚·科莫罗夫斯基（波蘭語：Bronisław Maria Komorowski，發音：[brɔˈɲiswaf kɔmɔˈrɔfskʲi] ⓘ；1952年6月4日—），第6任波蘭總統，公民纲领党成员。曾任国防部长及眾議院副议长。2007年11月5日，他當选眾议院议长。在前总统莱赫·卡钦斯基于2010年4月10日在俄罗斯遭遇空难后，总统权力据宪法自动转交给了科莫罗夫斯基。2010年7月4日，科莫罗夫斯基赢得波兰总统選舉 ，當選第6任總統。

## 青年时代
科莫罗夫斯基在奥博尔尼基-希兰斯凯出生。科莫罗夫斯基是伯爵齐格蒙特·莱昂·科莫罗夫斯基（1924年—1993年）与娅德维加·科莫诺夫斯卡（原属沙尔科夫斯基家族）（1921年—）之子。他的家族来自立陶宛北部的奥克什泰蒂亚地区，世代统治波兰的日维茨奇兹纳达200年。他是比利時王后瑪蒂爾德的直系亲属，因为玛蒂尔德的母亲女伯爵安娜·德于德凯姆·德阿科兹出身于科莫罗夫斯基家族。科莫罗夫斯基在1957年至1959年间居住在奥特沃茨克附近的尤泽富夫。在1959年至1966年，他在普鲁什库夫的小学就读。1966年他迁至华沙，并从齐普里安·卡米尔·诺维德第二十四高级中学毕业。
多年以来，科莫罗夫斯基一直与童军运动有关系。他是普鲁什库夫第75马佐夫舍童军队队员。在学生时代，他是莫科图夫第208WDHiZ“雨伞营”的童军指导。在童军裡，他遇到了他未来的妻子。
1977年，科莫罗夫斯基在华沙大学历史系完成学业。自1977年至1980年，他是《通用词》（Słowo Powszechne）的编者。

## 早年政治活动
在波兰人民共和国时期，他是支持民主的异议人士与地下出版者，并与安东尼·马切列维奇联合出版月刊Głos。
1980年，他因在1979年11月11日组织游行示威活动与保卫人权运动活跃分子一起被判处有期徒刑1个月（主持判决的法官是安德热·克雷热）。在1980至1981年间，他在团结工会的社会调查中心工作。1981年9月27日，作为签署人之一，他签署了独立机构社团成立宣言。在波兰处在戒严状态时，他被捕了。自1981年至1989年，他在涅波卡拉努夫低级神学院授课。

## 民主化後的政治生涯
自1989年至1990年，他担任部长亚历山大·霍尔的办公室主任，担任塔德乌什·马佐维茨基、扬·克雷什托夫·别莱茨基和汉娜·苏霍茨卡政府的副国防部长。在1990年早期，他加入了民主联盟和自由联盟沃尔诺希齐联盟。在1993年至1995年间，他是这些党派的总秘书。 
作为民主联盟候选人，他在1991年和1993年被选为议员。在1997年第二届下议院时，他与一群由扬·洛基塔带领的华沙大学政治活跃分子成立保守党团（Koło Konserwatywno-Ludowe）。同年，保守党团加入了新成立的保守党（Stronnictwo Konserwatywno Ludowe），该党后来加入了团结选举运动（Akcja Wyborcza Solidarność，AWS）。1997年，科莫罗夫斯基被选为团结选举运动的候选人。1997年至2000年间，他主持了议会国防委员会，并在2000年至2001年间担任耶日·布泽克政府的国防部长。2001年，还是团结选举运动少数派政府部长的科莫罗夫斯基带领一些来自原保守党的人成立中間偏右公民纲领党。他以公民纲领党候选人的身份参与第4届下议院选举，这时他是华沙选区的候选人。在新一届下议院开始后，科莫罗夫斯基退出保守党。自2001年起，他成为了国家公民纲领党委员会成员。在第4届下议院中，他成了议会国防委员会的副主席与议会外交委员会成员。
科莫罗夫斯基在华沙外的一个选区被选为第5届下议院的议员。2005年10月26日，他参选下议院副议长。398名议员赞成他候选为副議長。他的党派早先推荐他参选議長。但是他的参选资格因为违反先例，遭到支持马雷克·尤雷克的法律与公正党反对。这给公民纲领党-法律与正义党兩個右派政黨的联盟带来不利影响，让这两党的政治联盟进一步受人怀疑。最終法律公正黨組建少數政府，而公民纲领党成為反對黨。
在马雷克·尤雷克辞去下议院議長的职务后，在2007年4月25日，公民纲领党宣布科莫罗夫斯基参选议长职位。2007年4月27日，瑟姆否决了他的提名，法律与公正党的卢德维克·多恩成为新议长。189名议员支持科莫罗夫斯基。科莫罗夫斯基成为副议长。
在2007年波兰议會选举中，科莫罗夫斯基第一次成为公民纲领党在华沙选区的候选人，他得到了139,320张选票。其後在執政聯盟佔多數的情況下，科莫罗夫斯基當選眾議院議長。
2010年3月27日，他被选为公民纲领党的总统候选人，代表参加总统大选。最終勝出。

### 下议院议长
2007年11月5日，在第4届下议院第一次会议中，科莫罗夫斯基得到292票，被选为议长。而他的对手是来自法律与正义党的克雷什托夫·普特拉，他得到了160票。斯特凡·涅肖沃夫斯基、克雷什托夫·普特拉、亚罗斯瓦夫·卡利诺夫斯基、耶日·什马伊津斯基被选为副议长。

### 代理总统
在总统莱赫·卡钦斯基遇难后，身為眾議院議長的科莫罗夫斯基于2010年4月10日成为代理总统。他的第一项决定就是将自4月10日起的6天定为官方的全國哀悼日。根据波兰宪法，科莫罗夫斯基必须在就职代理总统起的14天内宣布总统大选。大选必须在宣布开始后的60天内进行。

### 总统

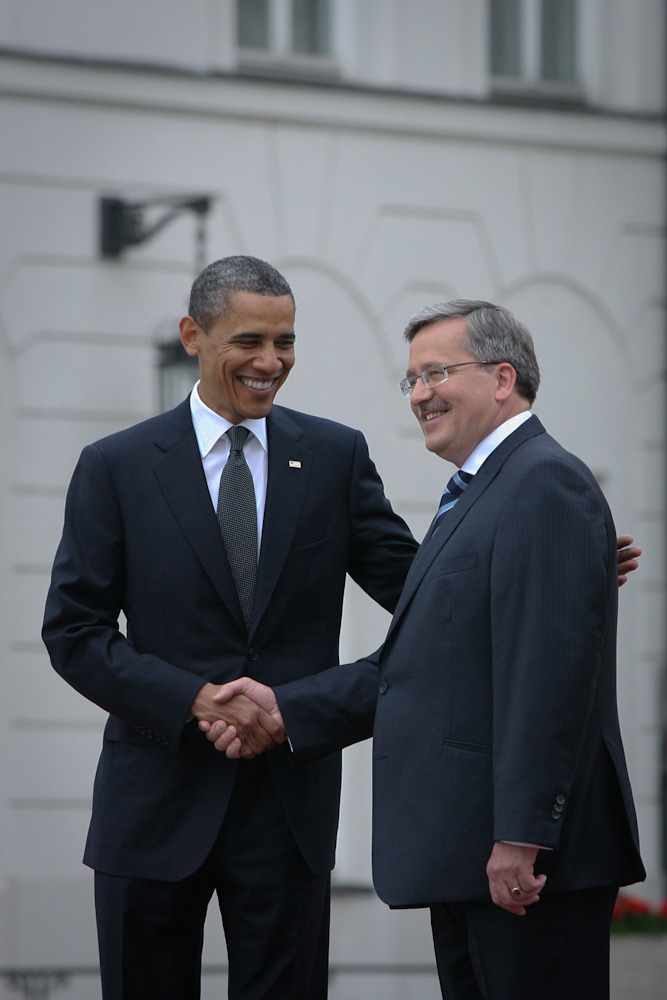
科莫罗夫斯基与美国总统贝拉克·奥巴马会面（2011年5月28日）

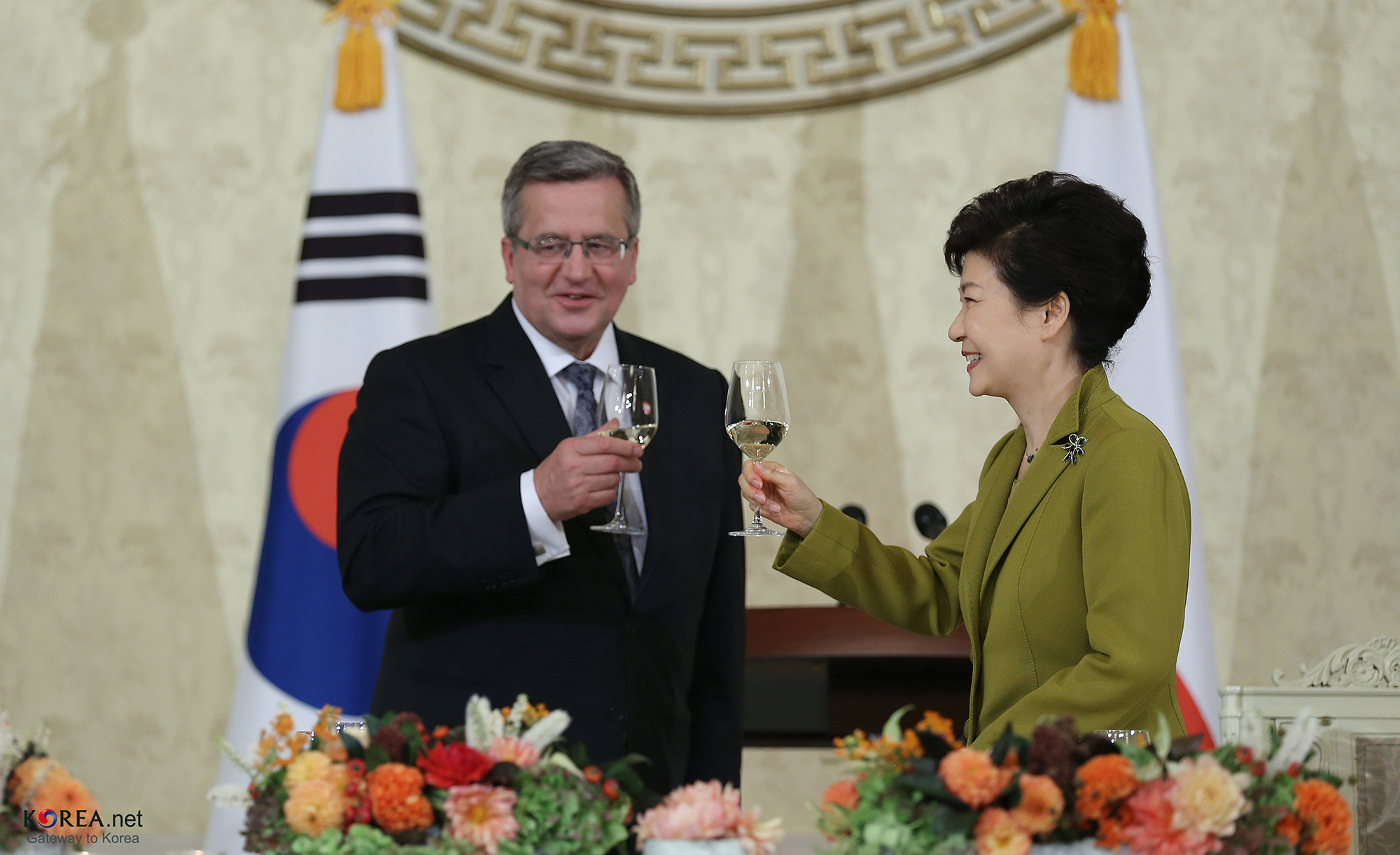
2013年10月22日，科莫罗夫斯基在青瓦台与韩国总统朴槿惠会面

波兰总统大选第二轮投票周日结束，正式投票结果在当地5号公布。而票站调查显示，执政公民纲领党候选人、代总统科莫罗夫斯基，以超过50%得票率，领先反对派法律与公正党候选人、黨魁雅罗斯瓦夫·卡钦斯基。雅罗斯瓦夫·卡钦斯基已公开承认落败。

## 家族
1977年，科莫罗夫斯基与安娜·德姆博夫斯卡结婚，共育有5名子女：索菲亚·亚力山德拉、塔德乌什·扬、玛利亚·安娜、皮奥特尔·齐格蒙特和埃尔日别塔·娅德维加。

## 荣誉

### 外国勋章奖章
- 芬兰白玫瑰大十字勋章附颈饰（芬兰，2015年[6]）